# Братська могила мирних жителів-жертв фашизму у с. Сергіївка

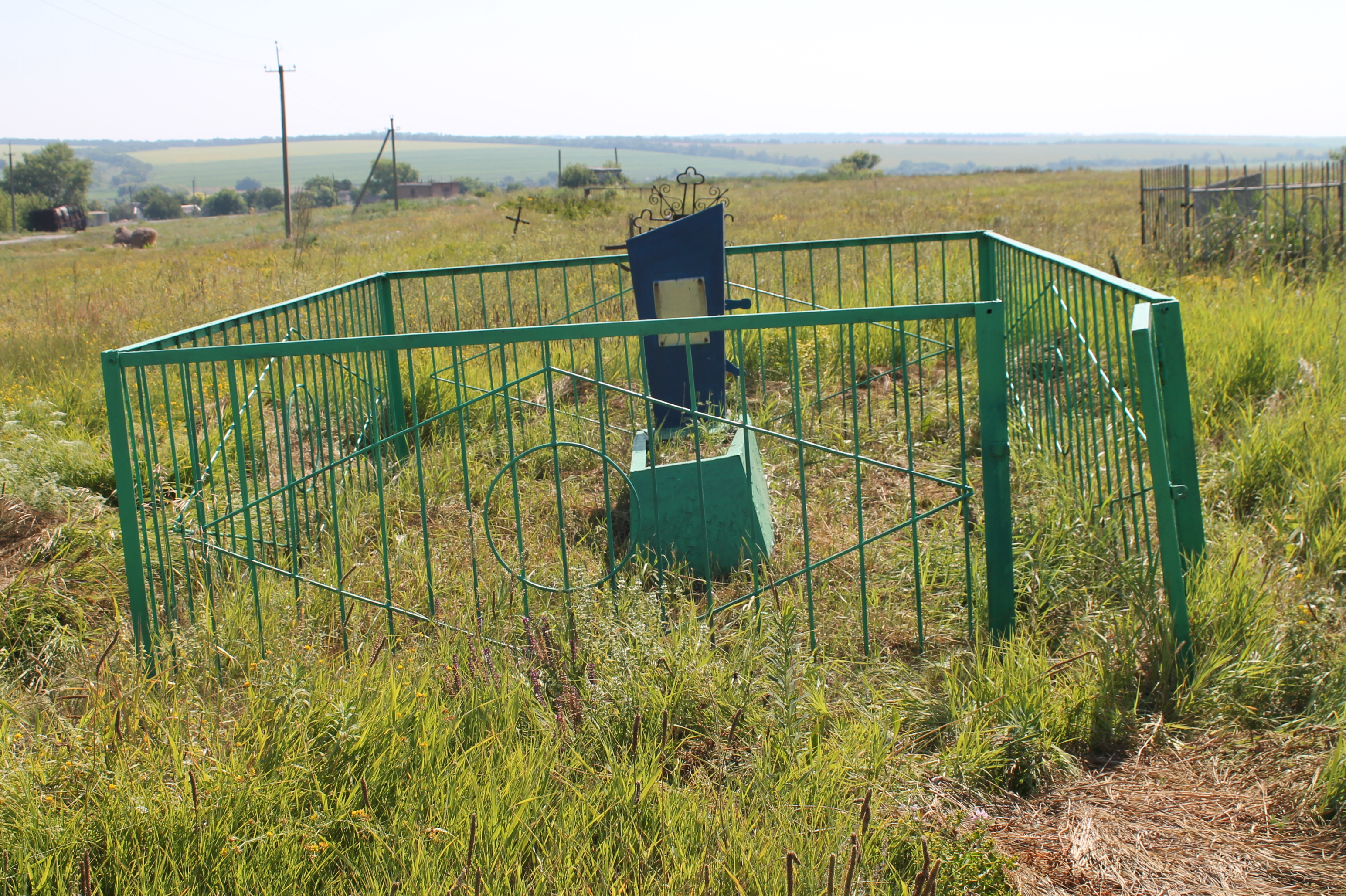
Братська могила мирних жителів-жертв фашизму у селі Сергіївка

Братська могила мирних жителів-жертв фашизму в селі Сергіївка Олександрівської сільської ради Юр’ївського району Дніпропетровської області.

## Історія
Пам’ятка знаходиться на старому кладовищі при в’їзді від села Новов’язівське. У братській могилі поховано 8 жителів села Сергіївка, які загинули від рук фашистів під час каральної акції в лютому 1943 року. На могилі встановлені металева гробничка та металевий пілон, оточена могила металевою огорожею. Площа, зайнята пам’яткою, — 3 х 4 м.

## Персоналії
1. Кучеренко К. Т.
2. Дорофєєв Г. Д.
3. Тарасова Є.
4. Антонов Ф. Ф.
5. Зігунова Л.
6. Федулова О.
7. Федулов І.
8. Федулова Л.

## Додаток
На пілоні знаходиться металева меморіальна дошка з написом: 
«Трагически погибли в 1943 году: Кучеренко К. Т., Дорофеев Г. Д., Тарасова Э., Антонов Ф. Ф.,
дети Александр, Иван, Лида Федуловы, Лиля Зигунова». 
Поховання та територія пам’ятки упорядковані.